# Néogéographie
 (mai 2013).
Si vous disposez d'ouvrages ou d'articles de référence ou si vous connaissez des sites web de qualité traitant du thème abordé ici, merci de compléter l'article en donnant les références utiles à sa vérifiabilité et en les liant à la section « Notes et références ».
Le terme de néogéographie est un néologisme décrivant la participation croissante des amateurs à la production de données cartographiques, par opposition à la période précédente, marquée par la prééminence des professionnels. Cette pratique nouvelle a été rendue possible par la popularisation d'outils de cartographie en ligne  tels que Google Maps ou OpenStreetMap. Elle s'appuie notamment sur le principe du mashup, à savoir l'agrégation d'informations provenant de plusieurs sites différents. La néogéographie s'inscrit plus généralement dans le contexte du web 2.0 et de la production participative (crowdsourcing). Ses frontières avec le webmapping, l'information géographique bénévole, la cartographie collaborative, et les SIG sont floues et sujettes à controverse.

## Histoire du concept
Le terme de néogéographie apparaît dans le titre de l'ouvrage du philosophe François Dagognet, Une épistémologie de l'espace concret : néogéographie, en 1977. Cette première définition du terme par Dagognet ne concerne bien sûr pas les usages participatifs de cartes géographiques sur Internet, et défend plutôt une approche de la géographie fondée sur l'étude des rapports spatiaux entre les objets. 
C'est en 2006 que plusieurs auteurs donnent une nouvelle actualité au terme. Deux artistes reprennent le terme sur leurs blogs respectifs, d'abord Randall Szott sur PlaceKraft le 7 avril, puis Eisnor Di-Ann sur Platial.com le 11 juillet. En décembre 2016, le développeur Andrew J. Turner précise le concept en le définissant comme « des techniques géographiques et des outils utilisés pour des activités personnelles ou par un groupe d'utilisateurs non-experts (...) et [qui] se compose d'un ensemble de techniques et outils qui ne relèvent pas du domaine des SIG traditionnels ».

## Une géographie collaborative
La néogéographie agrège des cartes disponibles sur Internet et des contenus générés par des utilisateurs sans compétence technique avancée en matière de cartographie. La néogéographie est née grâce à la simplification de la production d'information géographique grâce aux outils web tels que les API cartographiques, les mashups, le géocodage automatique, des webservices et des formats d'échange ouverts (KML, GML). La nouveauté de ce type de cartographie est que l'internaute peut intervenir lui-même sur le contenu.
La dimension collaborative de la fabrication des cartes permet la syndication du contenu généré par une multitude d'individus ayant participé à la fabrication de la carte. C'est une sorte de carte mentale collective[Information douteuse], et un outil précieux pour les études spatiales utilisant les techniques de la cartographie participative ou collaborative. La cartographie participative peut se cantonner à un type de lieu ou s'adresser à un public précis. C'est par exemple l'objectif du projet Queering the Map, qui cartographie spécifiquement des lieux et expériences LGBT.
La néogéographie est ainsi un outil de démocratie participative ou plutôt de citoyenneté active et contributive selon l'expression utilisée par David Riallant. Une des motivations de la cartographie libre semble liée à la culture libre, qui veut mettre des limites à l'appropriation marchande de biens considérés comme biens communs et/ou indispensables et donc devant rester librement accessibles à tous. Cette motivation a été clairement mise en avant par les promoteurs du projet de cartographie mondiale et collective OpenStreetMap. Il s'agit de ne plus dépendre, à terme, des organismes commerciaux, eussent-ils un statut public comme l'IGN ou l'Ordnance Survey pour la création et la reproduction de cartes adaptables à tous les besoins.
La néogéographie est utilisée comme un média, un vecteur d'information, dont la caractéristique principale n'est pas forcément géographique. L'usage de la néogéographie dans des sites communautaires témoigne de l'usage généralisé de la géolocalisation comme support de description de son activité. Davantage encore que les SIG, la néogéographie semble être un outil et non pas une fin en soi.

## Polémiques
Le géographe Michael F. Goodchild entérine l'idée que la néogéographie renvoie à une disjonction croissante entre les pratiques cartographiques professionnelles (réalisées dans un cadre scientifique) et les pratiques amatrices (tenues pour non-scientifiques, et mieux décrites par le terme d'information géographique volontaire).
L'annonce de Mike Hickey, président de la société possédant MapInfo, distinguant nettement les SIG de la néogéographie, a provoqué un débat[Quand ?] sur le manque de rigueur et de professionnalisme de la néogéographie. En effet, les SIG ont toujours développé des techniques permettant d'améliorer la précision de l'information géographique, la néogéographie n'a pas cette rigueur et tend à privilégier la facilité de création de contenu plus que sa précision. Mais cette opposition est-elle pertinente? On peut s'interroger sur les objectifs de la néogéographie qui ne sont peut-être pas les mêmes que ceux de la géomatique, et penser que certains professionnels du secteur des SIG craignent de voir naître une concurrence énorme, annonçant la mort des éditeurs de logiciels propriétaires.
Le débat porte également sur la qualité des fonds de carte proposés par les API cartographiques, et sur le pouvoir que prennent certains services web comme Google Maps dont l'API est la plus utilisée. It's not Google Maps, it's Google on maps.